# Sourdeval
Ne doit pas être confondu avec Sourdeval-les-Bois.
Sourdeval-la-Barre redirige ici.
Sourdeval, parfois Sourdeval-la-Barre, est une commune française, située dans le département de la Manche en Normandie, peuplée de 3 040 habitants.
Elle est créée le 1er janvier 2016 sous le statut de commune nouvelle à la suite de la fusion de Sourdeval et de sa voisine Vengeons.

## Géographie
| Gathemo             | Vire Normandie (comm. dél. de Saint-Germain-de-Tallevende-la-Lande-Vaumont, Calvados) | Chaulieu                                             |
| Beauficel, Brouains | Sourdeval                                                                             | Saint-Christophe-de-Chaulieu (Orne), Le Fresne-Poret |
| Chérencé-le-Roussel | Saint-Clément-Rancoudray                                                              | Le Fresne-Poret, Ger                                 |

### Hydrographie
La commune est traversée par la ligne de partage des eaux entre les bassins hydrographiques Seine-Normandie et Loire-Bretagne. Elle est drainée par la Sée, l'Égrenne, la Virene, le cours d'eau 01 de la Ménardière, la Sée Rousse, le bras la Sée Blanche, le cours d'eau 01 de la Vieille Vente, le cours d'eau 03 de la commune de Vengeons, le cours d'eau 03 du Domaine, le cours d'eau 04 de la commune de Sourdeval, le cours d'eau 09 de la commune de Sourdeval, le cours d'eau 11 du Val, le fossé 01 de la Colleudiere, le fossé 01 des Boussardières, le fossé 01 des Vallées Durand, le fossé 02 de la commune de Sourdeval, le fossé 05 de la commune de Chaulieu, le fossé 10 de la commune de Sourdeval, les Landes, le Ravillon, la Sée, l'Yeurseul et divers autres petits cours d'eau,.
La Sée, d'une longueur de 79 km, prend sa source dans la commune  et se jette  dans le golfe de Saint-Malo en limite du Val-Saint-Père et de Vains, après avoir traversé 20 communes. 
L'Égrenne, d'une longueur de 37 km, prend sa source dans la commune de Chaulieu et se jette  dans la Varenne à Saint-Mars-d'Égrenne, après avoir traversé dix communes. 

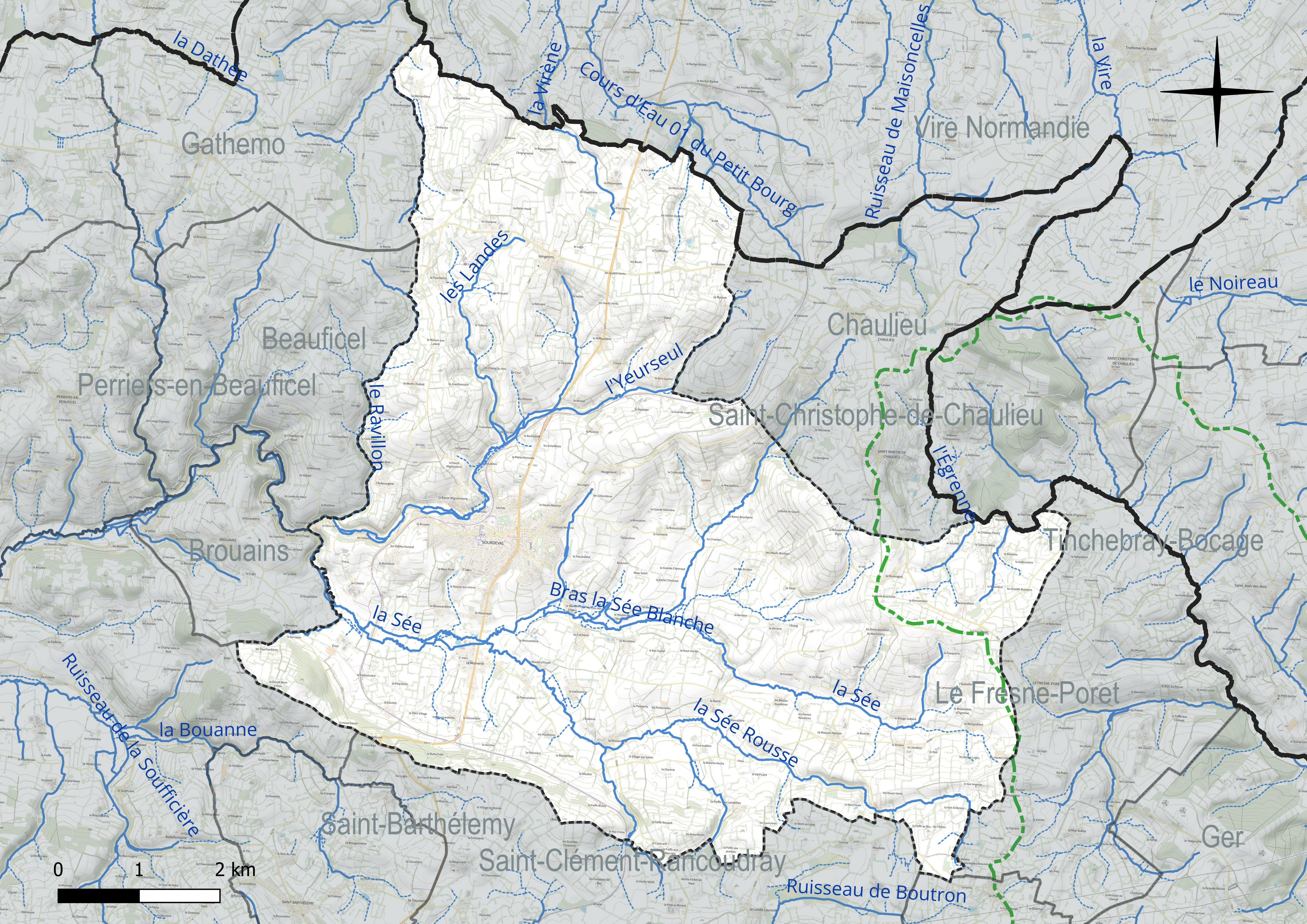
Réseau hydrographique de Sourdeval.

Un plan d'eau complète le réseau hydrographique : l'étang Tessardière (0,6 ha),.

### Climat
Pour des articles plus généraux, voir Climat de la Normandie et Climat de la Manche.
En 2010, le climat de la commune est de type climat océanique franc, selon une étude du CNRS s'appuyant sur une série de données couvrant la période 1971-2000. En 2020, Météo-France publie une typologie des climats de la France métropolitaine dans laquelle la commune est exposée à un climat océanique et est dans la région climatique Normandie (Cotentin, Orne), caractérisée par une pluviométrie relativement élevée (850 mm/a) et un été frais (15,5 °C) et venté. Parallèlement le GIEC normand, un groupe régional d’experts sur le climat, différencie quant à lui, dans une étude de 2020, trois grands types de climats pour la région Normandie, nuancés à une échelle plus fine par les facteurs géographiques locaux. La commune est, selon ce zonage, exposée à un « climat contrasté des collines », correspondant au Bocage normand, bien arrosé, voire très arrosé sur les reliefs les plus exposés au flux d’ouest, et frais en raison de l’altitude.
Pour la période 1971-2000, la température annuelle moyenne est de 10,3 °C, avec une amplitude thermique annuelle de 13,3 °C. Le cumul annuel moyen de précipitations est de 1 051 mm, avec 14,7 jours de précipitations en janvier et 8,7 jours en juillet. Pour la période 1991-2020, la température moyenne annuelle observée sur la station météorologique la plus proche, située sur la commune de Saint-Hilaire-du-Harcouët à 20 km à vol d'oiseau, est de 11,5 °C et le cumul annuel moyen de précipitations est de 929,5 mm,. Pour l'avenir, les paramètres climatiques de la commune estimés pour 2050 selon différents scénarios d’émission de gaz à effet de serre sont consultables sur un site dédié publié par Météo-France en novembre 2022.

## Urbanisme

### Typologie
Au 1er janvier 2024, Sourdeval est catégorisée bourg rural, selon la nouvelle grille communale de densité à sept niveaux définie par l'Insee en 2022.
Elle appartient à l'unité urbaine de Sourdeval, une unité urbaine monocommunale constituant une ville isolée,. Par ailleurs la commune fait partie de l'aire d'attraction de Vire Normandie, dont elle est une commune de la couronne,. Cette aire, qui regroupe 20 communes, est catégorisée dans les aires de moins de 50 000 habitants,.

## Toponymie
La commune est également nommée Sourdeval-la-Barre.
Dans sourde, Albert Dauzat voit le latin surdus, « sourd », et René Lepelley sordidus, « sale », « boueux ».
L'origine de la deuxième partie du toponyme est attribuée au latin vallis, qui a donné en français val, vallée.
René Lepelley considère que barre est issu du gaulois barro, « enclos ».

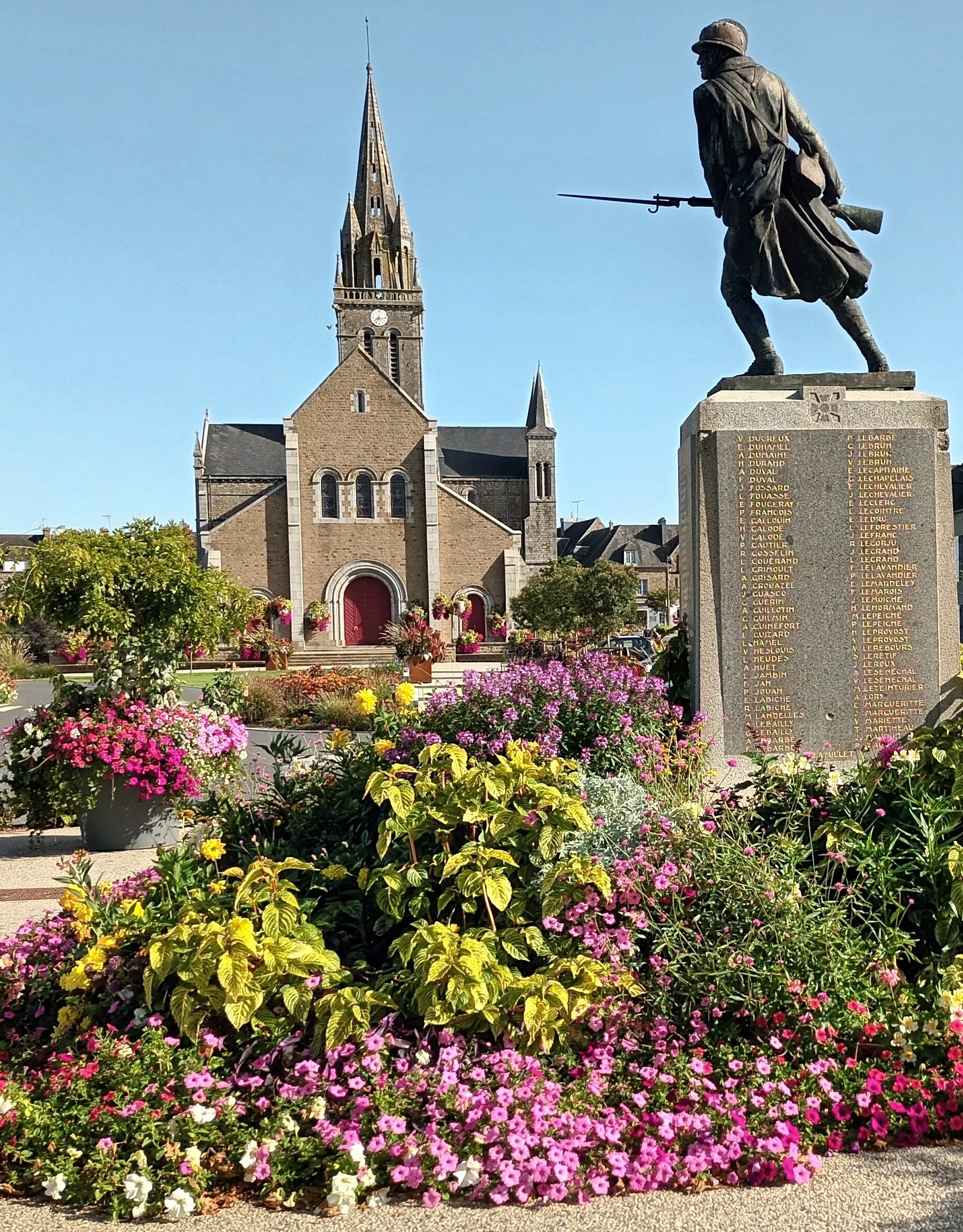
L'église avec le monument aux morts de la guerre de 1914-1918.

Le gentilé est Sourdevalais.

## Histoire
L'histoire de la commune est celle des anciennes communes fusionnées.
Au début du deuxième millénaire, les seigneurs de Sourdeval laissent leur marque : Robert de Sourdeval devient un aventurier/ chevalier de la croisade, après que son frère Richard De Sourdeval l'accompagne avec Robert de Mortain et Guillaume le Conquérant en Angleterre. Richard devient le propriétaire d’une cinquantaine de manoirs dans le Yorkshire. Ce même Richard fait don de l’église Saint-Martin de Sourdeval à la collégiale de Mortain. Gautier de Sourdeval devient connétable d’Antioche.

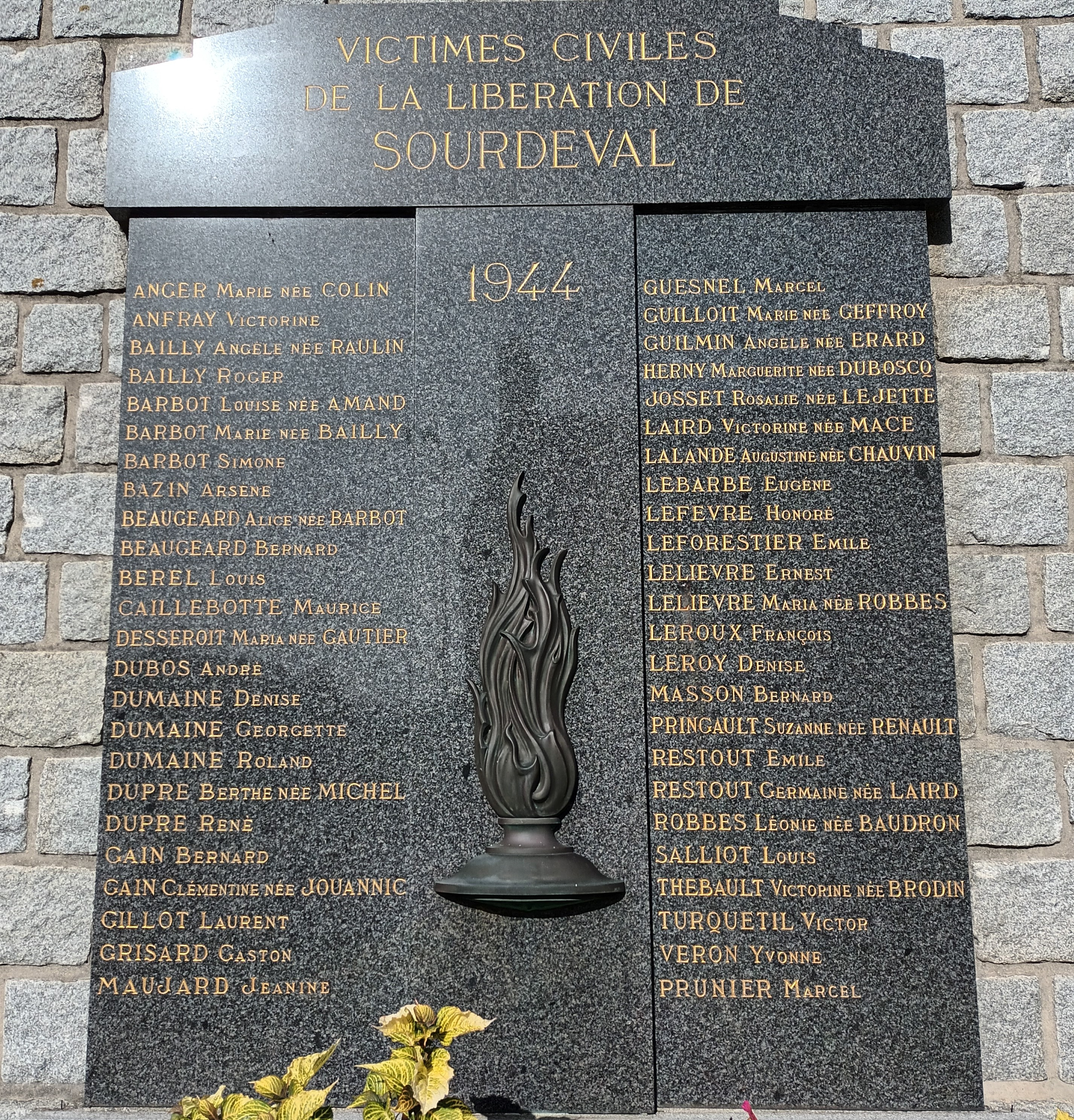
Victimes civiles de la libération de Sourdeval.

En 1944 la région a subi durement la contre-attaque de la bataille de Normandie :
- Le 9 juillet le boulanger Delaunay est tué pour ses activités subversives. D’autres résistants sont emprisonnés à Saint-Jean-du-Corail[44].
- Le 4 août Barton et Eddy affrontent Schwerin sur les hauteurs de Perriers-en-Beauficel.
- Le 6 août Hitler annonce l’opération Lüttich.
- Le 7 août, le 109e RI du 28ème division d’infanterie américaine affronte la 84e division allemande à Gathemo.
- Pendant la nuit du 8 au 9 août, les Alliés bombardent la ville afin d’empêcher l’approvisionnement de la 116e division de Schwerin, qui à pour mission d’atteindre Brécey.
- Le 10 août, Gathemo est  libérée après avoir été détruit par les combats.
- Le 11 août Perriers-en-Beauficel est enfin libérée. Sourdeval est encerclée, et les habitants tentent de fuir vers Le Fresne-Poret, mais un grand nombre d’entre eux périssent sur la route, parmi les blindés allemands, sous les bombardements des Alliés.
- Le 12 août, Vengeons et Brouains sont libérées. Sourdeval subit un bombardement de l’artillerie pendant toute la nuit.
- Le 13 août, Wharton (en) est tué par un sniper à Vengeons, mais sa 28e division libère Sourdeval.
- Le 14 août, Gerhardt libère Le Fresne-Poret et Chaulieu[45].

### Commune nouvelle

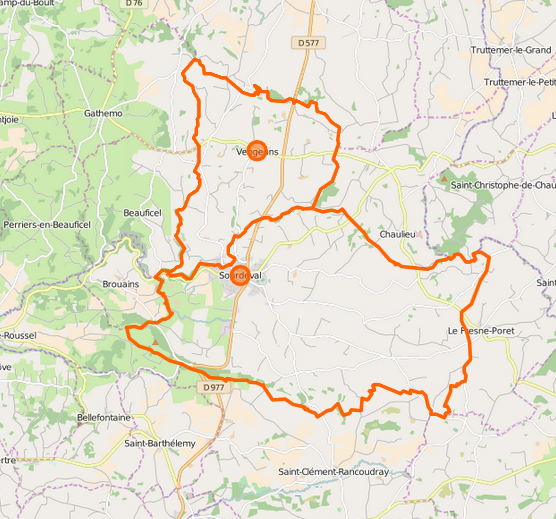
Les communes déléguées de Sourdeval et de Vengeons.

Le 1er janvier 2016 la commune de Sourdeval fusionne avec sa voisine Vengeons pour donner naissance à Sourdeval, commune nouvelle dont le statut est instauré par la loi no 2010-1563 du 16 décembre 2010 de réforme des collectivités territoriales. La nouvelle entité a pris le nom de Sourdeval.

## Politique et administration
| Nom                                  | Code Insee | Intercommunalité               | Superficie (km2) | Population (dernière pop. légale) | Densité (hab./km2) |
| ------------------------------------ | ---------- | ------------------------------ | ---------------- | --------------------------------- | ------------------ |
| Sourdeval (commune déléguée) (siège) | 50P30      | CA Mont-Saint-Michel-Normandie | 36,12            | 2 614 (2021)                      | 72                 |
| Vengeons                             | 50625      | CA Mont-Saint-Michel-Normandie | 15,75            | 463 (2021)                        | 29                 |

Jusqu'aux prochaines élections municipales de 2020, le conseil municipal de la commune nouvelle est constitué de tous les conseillers municipaux issus des conseils des anciennes communes. Le maire de chacune d'entre elles devient maire délégué.

### Liste des maires

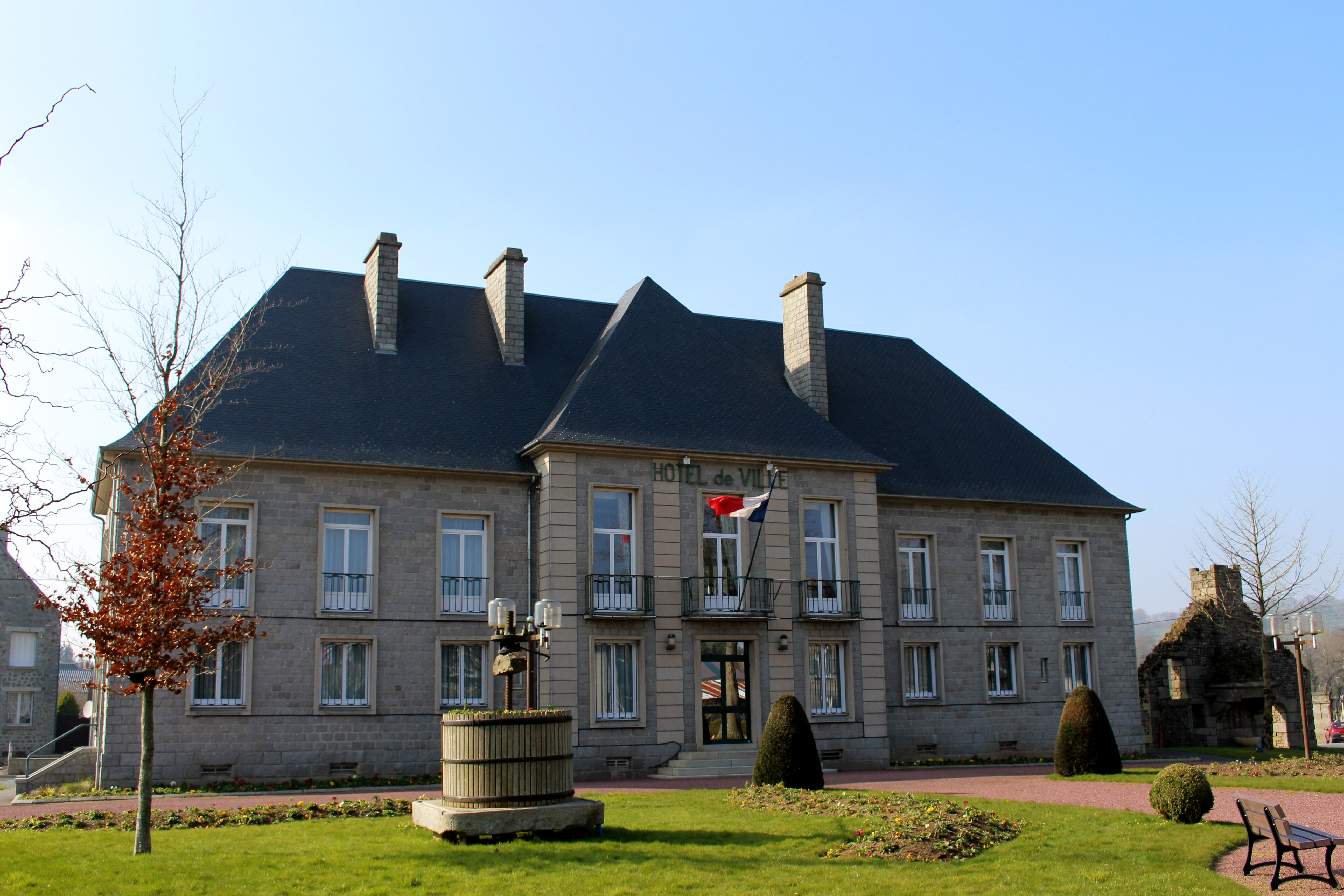
La mairie.

| Période         | Période          | Identité       | Étiquette | Qualité |
| --------------- | ---------------- | -------------- | --------- | --- |
| 8 janvier 2016  | 4 juillet 2020   | Albert Bazire  | UMP-LR    | Retraité conseiller général (1992-2011), vice-président du conseil général de la Manche (2008-2011), vice-président de la CA Mont-Saint-Michel-Normandie |
| 4 juillet 2020  | 30 novembre 2023 | Sophie Laurent | SE        | Hébergeur touristique Démissionnaire |
| 9 décembre 2023 | En cours         | Adrien Jehenne | SE        | Chef d'entreprise |

### Jumelages
- Odiham (Royaume-Uni) depuis 1993, (Voir l'article en anglais).
- Uchte (Allemagne) depuis 1992, (Voir l'article en allemand).

## Population et société

### Démographie
L'évolution du nombre d'habitants est connue à travers les recensements de la population effectués dans la commune depuis sa création.
En 2022, la commune comptait 3 040 habitants, en évolution de −3,86 % par rapport à 2016 (Manche : −0,31 %, France hors Mayotte : +2,11 %).
| 2014  | 2015  | 2016  | 2021  | 2022  |
| ----- | ----- | ----- | ----- | ----- |
| 3 158 | 3 160 | 3 162 | 3 077 | 3 040 |

## Culture locale et patrimoine

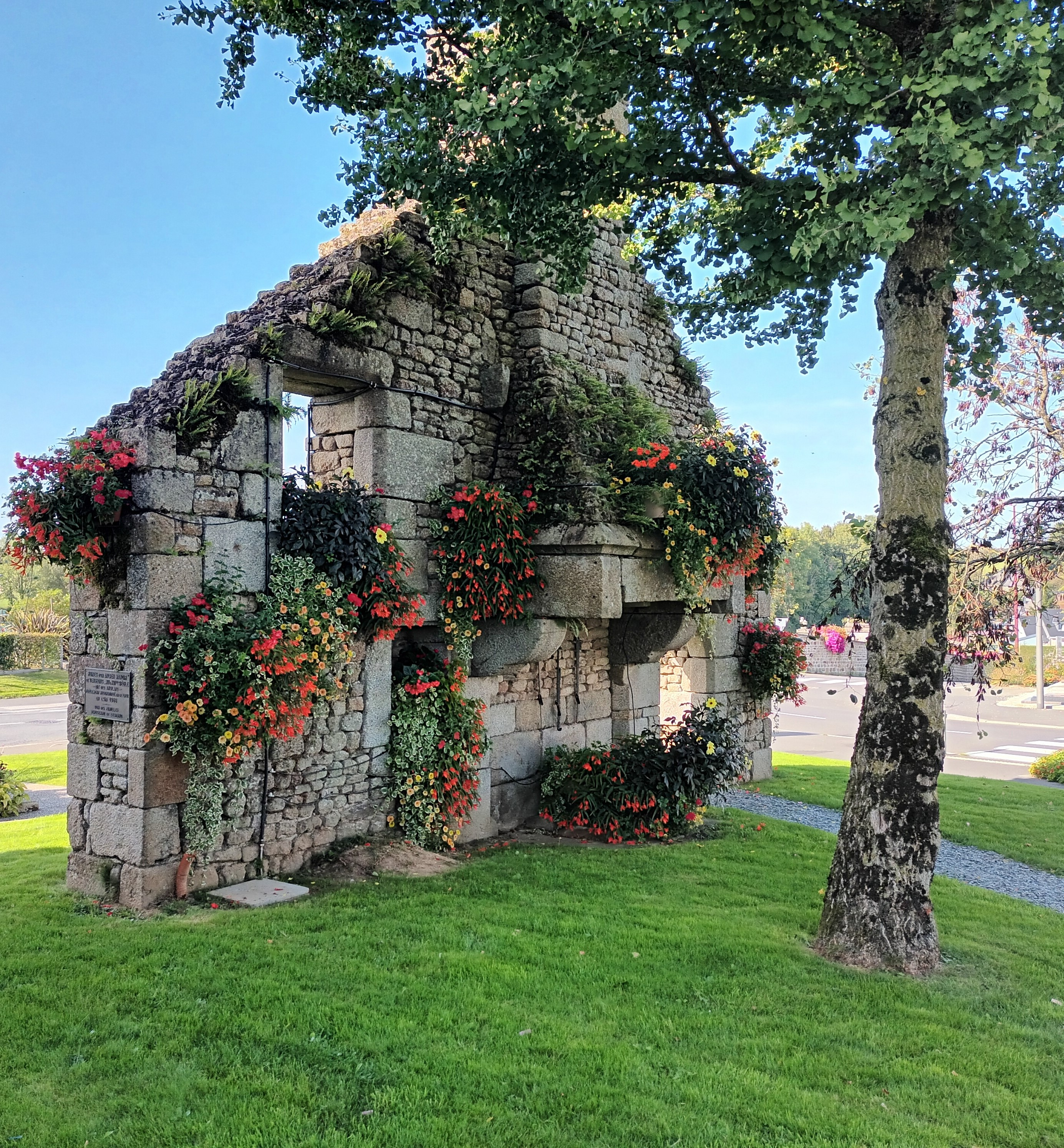
Ruines d'un ancien manoir de Vengeons XVe siècle-XVIe siècles dit des Anglais fidèlement reconstitué à côté de la mairie de Sourdeval en 1966. Don des familles Beaugeard et Legrand.

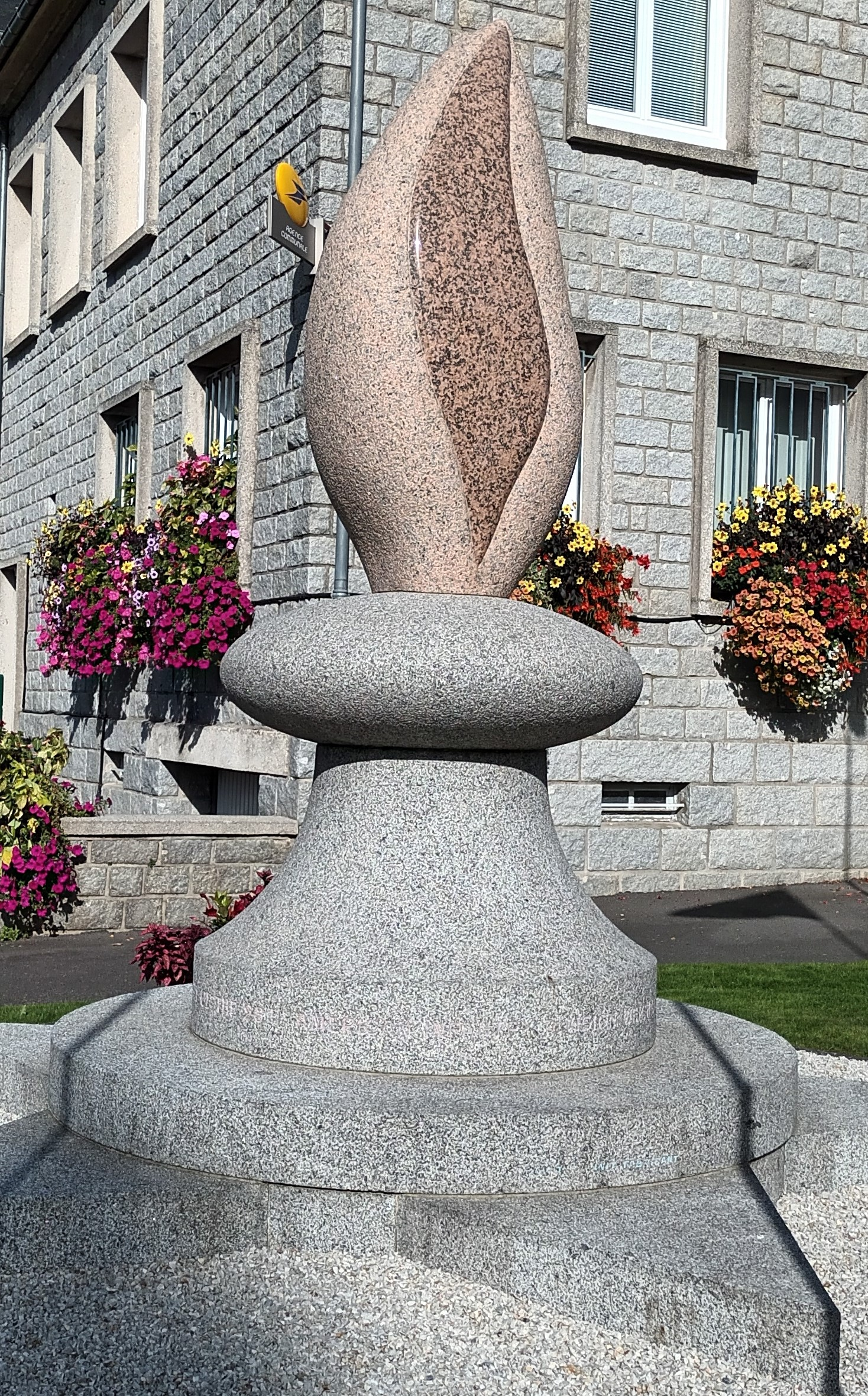
Monument de la Libération, 1944.

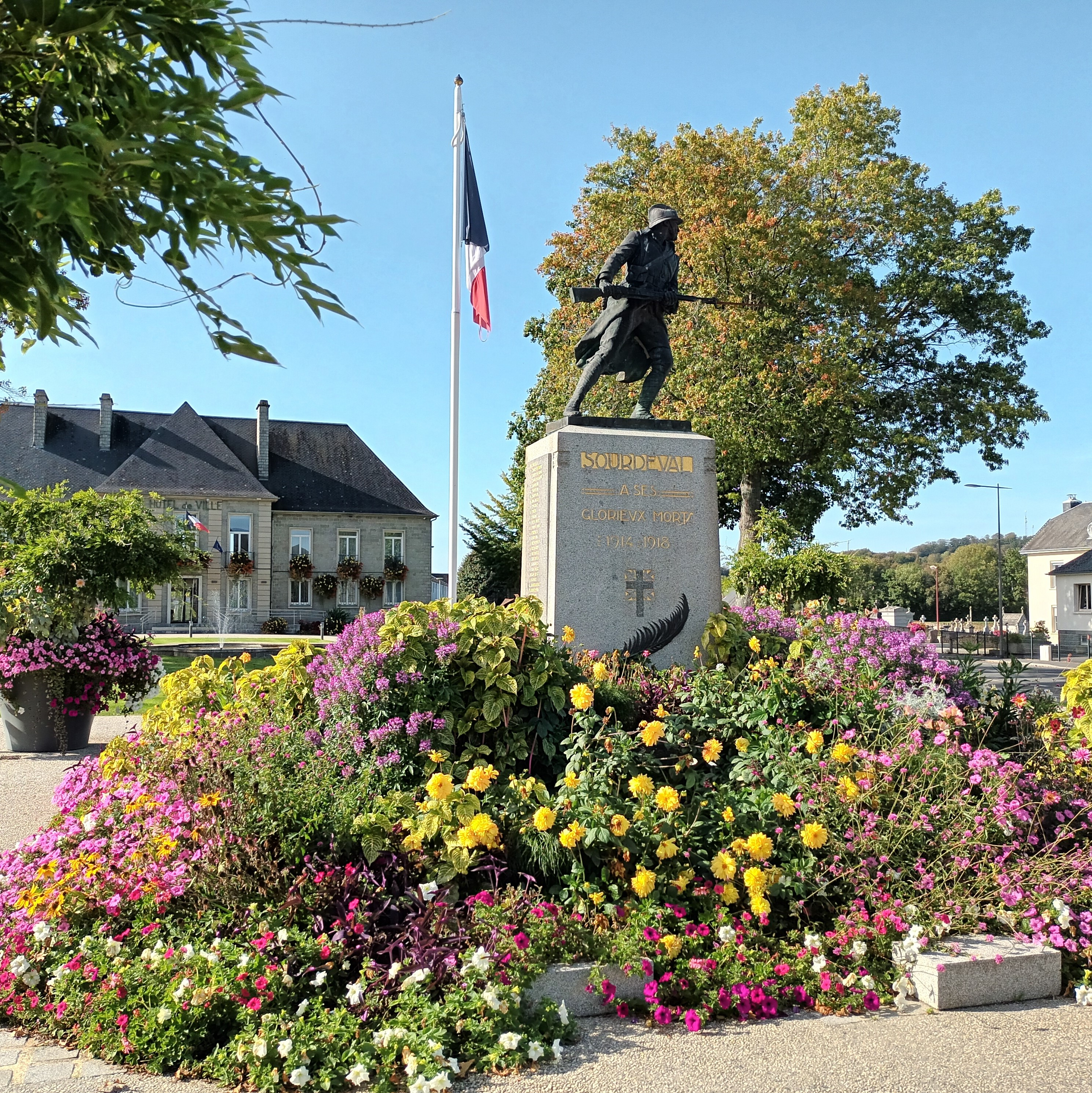
Mémorial des soldats perdus dans la guerre de 1914-1918.

### Lieux et monuments
La commune de Sourdeval compte aujourd'hui plusieurs châteaux, dont le Vieux Château, situé à l'est du bourg, construit dans les années 1730 par le père de Louis-Bernardin Le Neuf, dans le style Régence, sur des bases plus anciennes datant du Moyen Âge, le château Neuf, situé tout proche, largement modifié au cours du XIXe siècle, avec le développement d'ateliers sur place, et le château du Haut-Aunay, aussi appelé château Labiche du nom de son premier propriétaire et constructeur Jules Labiche, sénateur de Sourdeval, pendant le second empire.

### Personnalités liées à la commune
- Robert de Sourdeval, aventurier normand de la 2e moitié du XIe siècle.
- Théodore François Millet (1776, à Sourdeval - 1819 à Sourdeval), général de brigade des guerres de la Révolution française et napoléoniennes.
- André Dalibert (1908, à Sourdeval - 1997), acteur et chansonnier français.
- Guy Degrenne (1925-2006), industriel qui créa son entreprise à Sourdeval.
- Pierre Aguiton (1926 à Sourdeval - 2004), homme politique.
- Alain Boudet (né en 1928 à Sourdeval), réalisateur de télévision.
- Maxime Renault (né en 1990), cycliste professionnel, a débuté au COCS Sourdeval.

### Héraldique
| Blason de Sourdeval | Blason  | D'or fretté de sable au franc-quartier du même.                                                     |
| Blason de Sourdeval | Détails | Ce blason tire son origine de la famille Le Moine de Sourdeval, une branche de la famille de Verdun |